# Institut national de recherches spatiales

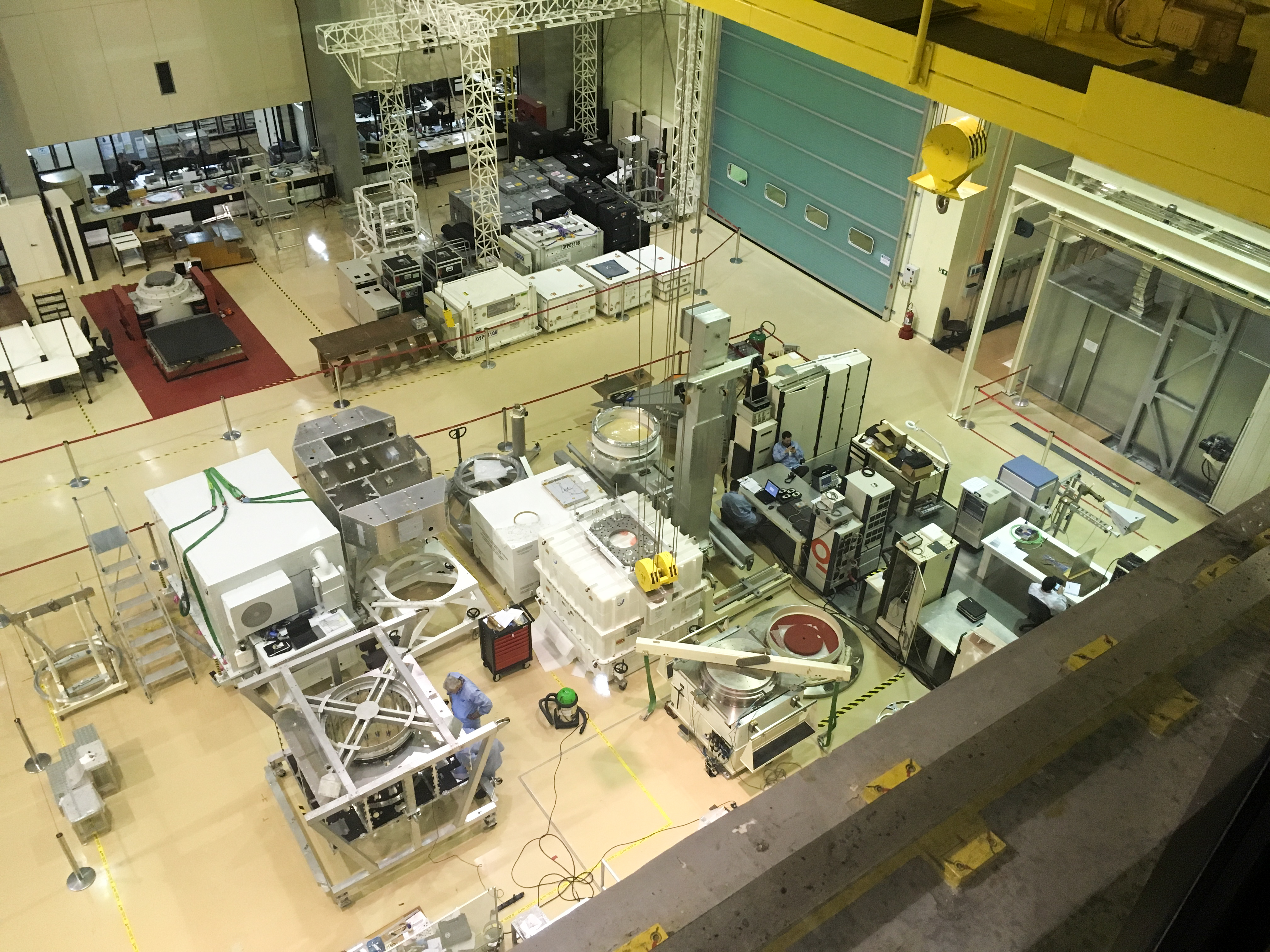
Installation de l'INPE dédiée aux tests des satellites.

L'Institut national de recherches spatiales (en portugais : Instituto Nacional de Pesquisas Espaciais ou INPE) est un centre de recherche brésilien chargé des activités scientifiques et des applications dans le domaine spatial. Son siège se situe à São José dos Campos dans l'État de São Paulo au sud du pays. L'INPE est rattaché au ministère des Sciences, des Technologies, de l'Innovation et des Télécommunications brésilien.

## Historique
En 1961 un décret présidentiel crée le GOCNAE embryon de l'INPE qui devient en 1963 le NCEA. Cette entité réalise la première campagne de tir de fusées-sondes en 1965. L'activité dans le domaine de la télédétection débute en 1969. Le NCEA devient l'INPE en 1971. L'activité spatiale fait l'objet d'une première planification en 1979. L'INPE est chargé du développement des satellites de télédétection et de la gestion des données collectées tandis que le CTA est chargé du développement des lanceurs et des bases de lancement. En 1980 le centre Mackenzie de radioastronomie et d'astrophysique (CRAAM) est transféré à l'INPE. En 1985 l'INPE devient une agence autonome rattachée au ministère des Sciences et des Technologies. Le centre d'intégration et de test est inauguré en 1987. Un accord de coopération est signé en 1988 entre le Brésil et la Chine pour le développement de deux satellites d'observation de la Terre : CBERS-1 et CBERS-2.
En 2019, le directeur de l'INPE, qui avait alerté sur l'ampleur des incendies frappant la forêt amazonienne, est limogé par le président Jair Bolsonaro.

## Établissements et installations
- Le Ciências Espaciais e Atmosféricas (CEA) est un laboratoire scientifique qui effectue des recherches sur les processus physiques et chimiques à l’œuvre dans l'atmosphère, le milieu spatial et le cosmos. Le CEA gère l'observatoire radio d'Itapetinga[3].
- Le Centro de Previsão de Tempo e Estudos Climáticos (COTEC) est un établissement dédié aux prévisions météorologiques et à l'étude du climat[4].
- Le Coordenação Geral de Engenharia e Tecnologia Espacial (ETE) est chargé du développement des technologies spatiales et de la mise au point des plateformes utilisées par les satellites[5].
- Le Coordenação de Observação da Terra (OBT) regroupe plusieurs établissements travaillant dans le domaine de l'observation de la Terre[6].
- Le Centro do Sistema Terrestre (CST) est chargé de l'étude et de la modélisation du climat[7].
- Le Centro de Rastreio e Controle de Satélites (COCRC)  regroupe le centre de contrôle des satellites (Centro de Controle de Satélites ou CCS situé à São José dos Campos), et deux stations au sol chargées du suivi et des liaisons des satellites situées à Alcantara et à Cuiaba[8].
- L'INPE dispose d'équipements dédiés au développement de satellites :
- Le  Laboratório de Integração e Testes (LIT) réalise l'intégration et les tests des engins spatiaux[9]
- L'INPE comprend également quatre  établissements de recherche appliquée[10] :
  - Laboratório Associado de Computação e Matemática Aplicada (LABAC) est un laboratoire d'informatique et mathématiques appliquées
  - Laboratório Associado de Plasmas (LABAP) se consacre à l'étude des plamas
  - Laboratório Associado de Sensores e Materiais (LABAS) développe des matériaux et des instruments scientifiques
  - Laboratório Associado de Combustão e Propulsão (LABCP) est dédié aux recherches dans le domaine de la propulsion